# زندان (بوشهر)
زندان (بوشهر)، روستایی از توابع بخش چغادک شهرستان بوشهر در استان بوشهر ایران است.

## جمعیت
این روستا در دهستان چاه‌کوتاه قرار دارد و براساس سرشماری مرکز آمار ایران در سال ۱۳۸۵، جمعیت آن زیر سه خانوار بوده‌است.